# Покров (Молоковское сельское поселение)
Покров — деревня в Молоковском районе Тверской области.

## География
Находится в восточной части Тверской области на расстоянии приблизительно 8 км по прямой на восток-северо-восток от районного центра поселка Молоково.

## История
Деревня была отмечена еще на карте 1825 года. В 1859 году здесь (деревня Весьегонского уезда Тверской губернии) было учтено 24 двора. До 2021 года входила в Молоковское сельское поселение до его упразднения.

## Население
Численность населения: 128 человек (1859 год), 1 (русские 100 %) в 2002 году, 0 в 2010.